# 姊妹2016 (平行宇宙版)
《姊妹2016 (平行宇宙版)》是台灣歌手張惠妹第10張單曲， 于2016年12月13日以數位音樂形式透過豐華唱片發行。

## 製作背景
為了紀念自己出道20週年，張惠妹特意將自己發行的首張專輯《姊妹》的同名主打歌重新錄製了一遍。新版《姊妹》與20年前的版本相比有很大區別，新版編曲摒棄了原版的花俏製作而是以簡單的吉他伴奏為主。同時張惠妹邀請了自己的經紀人陳鎮川為歌曲創作了一段口白，藉此來坦露自己的心聲。
單曲製作完成之後，張惠妹將發行權交給了自己出道時的老東家豐華唱片。而音樂錄影帶拍攝的時候也剛好是張惠妹恩師張雨生的忌日。

## 收錄歌曲
1. 《姊妹2016 (平行宇宙版)》
  - 填詞·作曲：張雨生 / 口白部分：陳鎮川 / 編曲：小安 / 製作人：張惠妹、小安
  - 音樂錄影帶導演：罗景壬[2]

## 反響評論
在豆瓣音樂頻道上，基於63人的評價，張惠妹的這張單曲得分是7.9分（滿分10分）。

## 外部連結
- 豆瓣音乐上《姊妹2016 (平行宇宙版)》的資料 （简体中文）
- 姊妹2016 (平行宇宙版)（页面存档备份，存于）在網易云音樂（简体中文）